# Pieter Lehrer
Pieter Sand Lehrer (geb. 29. Januar 1965) ist ein ehemaliger antiguanischer Kanute.
Er trat bei den Olympischen Sommerspielen 1996 in Atlanta zusammen mit seinem Bruder Jacob Lehrer im Zweier-Canadier über 1000 m an. Die beiden erreichten das Halbfinale. Auch seine Schwester Heidi Lehrer trat bei denselben Spielen in einem Kanuwettbewerb an.
Pieter Lehrer studierte in den 1990ern an der University of California, Los Angeles. Von 2013 bis 2020 war er als Trainer in Harvard.